# تپه سعدآباد ۱
تپه سعدآباد ۱ مربوط به دوره ساسانی - اوایل اسلامی است و در شهرستان درگز، شمال‌غربی روستای سعدآباد واقع شده و این اثر در تاریخ ۲۴ اسفند ۱۳۸۴ با شمارهٔ ثبت ۱۵۲۳۰ به‌عنوان یکی از آثار ملی ایران به ثبت رسیده‌است.